# Герб Новоукраїнського району
Герб Новоукраї́нського райо́ну — один з офіційних символів однойменного району Кіровоградської області. Затверджений рішенням X сесії Новоукраїнської районної ради XXIV скликання від 12 листопада 2003 року № 217. Автори проекту — О. Полячок, К. Шляховий

## Опис
|  | У синьому полі золотий скіфський казан, обабіч якого по золотій восьмипроменевій зірці та золота трикутна база. |

## Символіка герба
Згідно з гіпотезою відомого вченого Б. О. Рибакова річка Чорний Ташлик (одна із головних в Новоукраїнському районі) у часи Скіфії називалась Ексампеєм, від чого й навколишня місцевість мала ту ж назву. Давньогрецький історик Геродот називав її також Священними Шляхами. За легендою, зафіксованою Геродотом, саме тут стояв велетенський казан царя Аріанта, відлитий у зв'язку зі своєрідним переписом населення Скіфії — всі підвладні йому скіфи мали принести по наконечнику стріли, з них був зроблений казан, який прославив велич і могутність краю та його властителя.
На казані у три ряди зображені: солярні (сонячні) знаки; скіфський орнамент, подібний до давньогрецької літери альфа (асоціація з ініціалом легендарного царя Аріанта); клини (підземний світ).
Дві восьмипроменеві зірки (усталені елементи козацької символіки), які супроводжують казан у гербі, нагадують про належність території району до Запорозької Січі.
Золота трикутна база символізує: знаходження на території району найвищої у Кіровоградській області точки — 267 метрів над рівнем моря; 'курган' як характерну прикмету новоукраїнського степу, розташування території району на височині, звідки беруть початок кілька річок.
Поєднання жовтої (золото) та синьої барв символіки збігається з національними кольорами України, що опосередковано асоціюється з назвою району — Новоукраїнський.